# Aristides Bastidas
Aristides Bastidas é um município da Venezuela localizado no estado de Yaracuy.
A capital do município é a cidade de San Pablo.